# Yên Tương công
Yên Tương công (chữ Hán: 燕襄公; trị vì: 657 TCN-618 TCN), là vị vua thứ 19 của nước Yên - chư hầu nhà Chu trong lịch sử Trung Quốc.
Ông là con của Yên Trang công- vị vua thứ 18 nước Yên, không rõ tên thật của ông. Năm 658 TCN, Yên Trang công mất, Yên Tương công lên nối ngôi.
Dưới thời Yên Tương công, sau khi đánh bại quân Sơn Nhung, nước Yên lại thiên đô trở về kinh đô cũ là Kế Thành.
Năm 618 TCN, Yên Tương công mất. Ông ở ngôi 40 năm. Yên Tiền Hoàn công lên nối ngôi.